# Let's Get It On
Pour la chanson du même nom extraite de l'album, voir Let's Get It On (chanson).
Albums de Marvin Gaye
Trouble Man
(1971) I Want You
(1976)
Singles
Let's Get It On est le douzième album studio du chanteur de musique soul américain Marvin Gaye, sorti chez Tamla Records (Motown) le 28 août 1973 aux États-Unis.
Il a atteint la première place du classement des albums Soul de Billboard et la deuxième du Billboard 200.
En 2004, il a reçu le Grammy Hall of Fame Award.

## Liste des titres
| 1. | Let's Get It On                | Marvin Gaye, Ed Townsend | 4:44 |
| 2. | Please Stay (Once You Go Away) | Gaye, Townsend           | 3:32 |
| 3. | If I Should Die Tonight        | Gaye, Townsend           | 3:57 |
| 4. | Keep Gettin' It On             | Gaye, Townsend           | 3:12 |

| 5. | Come Get to This           | Gaye                                | 2:40 |
| 6. | Distant Lover              | Gaye, Gwen Gordy, Sandra Greene     | 4:15 |
| 7. | You Sure Love to Ball      | Gaye                                | 4:43 |
| 8. | Just to Keep You Satisfied | Gaye, Anna Gordy Gaye, Elgie Stover | 4:35 |

## Personnel
D'après le livret inclut avec l'album :
- Marvin Gaye : chant, piano, claviers
- Joe Sample : claviers, piano
- Marvin Jenkins : claviers, piano
- David T. Walker : guitares
- Eddie Willis : guitares
- Louis Shelton : guitares
- Melvin Ragin : guitares
- Robert White : guitares
- Don Peake : guitares
- James Jamerson : basse
- Wilton Felder : basse
- Eddie Brown : batterie percussions, bongos
- Paul Humphrey, Uriel Jones : batterie
- Bobbye Hall Porter : bongos
- Emil Richards : percussions
- Ernie Watts, Plas Johnson : percussions
- Emil Richards, Victor Feldman : vibraphone
- The Originals : chœurs sur "Just to Keep You Satisfied"

## Classements hebdomadaires
| Classement (1973)             | Meilleure place |
| ----------------------------- | --------------- |
| Canada (RPM Top Albums)       | 10              |
| États-Unis (Billboard 200)    | 2               |
| États-Unis (Soul LPs)         | 1               |
| Royaume-Uni (UK Albums Chart) | 39              |

## Certification
| Pays              | Certification | Date       | Unités certifiées |
| ----------------- | ------------- | ---------- | ----------------- |
| Royaume-Uni (BPI) | Or            | 20/10/2023 | 100 000           |